# Direction générale des recettes administratives
 (février 2025).
Motif : Où sont les sources secondaires, centrées et indépendantes qui montrent que les critères d'admissibilité sont atteints ? De plus, l'article a été rédigé d'un bloc et les sources ont été ajoutées ensuite.
- Archive Wikiwix
- Bing
- Cairn
- DuckDuckGo
- E. Universalis
- Gallica
- Google
- G. Books
- G. News
- G. Scholar
- Persée
- Qwant
- (zh) Baidu
- (ru) Yandex
- (wd) trouver des œuvres sur Wikidata

| 1. | Préciser le motif de la pose du bandeau. | Précisez le motif de la pose du bandeau en utilisant la syntaxe suivante : {{admissibilité à vérifier\|date=mars 2025\|motif=remplacez ce texte par le motif}}                                                       |
| 2. | Informer les utilisateurs concernés.     | Pensez à avertir le créateur de l'article, par exemple, en insérant le code ci-dessous sur sa page de discussion : {{subst:avertissement admissibilité à vérifier\|Direction générale des recettes administratives}} |

La Direction générale des recettes administratives, judiciaires, domaniales et de participations « DGRAD » est une régie financière de la république démocratique du Congo (RDC), placée sous l'autorité directe du ministère des finances. Créée le 27 décembre 1995 par le décret n°0058, elle est chargée de l'ordonnancement et du recouvrement des recettes non fiscales de l'État.

## Historique
Avant la création de la DGRAD, la gestion des recettes non fiscales relevait de la Direction de la Comptabilité Publique. Cependant, face à la diminution significative de la contribution de ces recettes au budget national — passant de plus de 30% à moins de 3% au cours du XXᵉ siècle — le gouvernement a décidé de créer une structure dédiée pour améliorer leur mobilisation. C'est ainsi que la DGRAD a été instituée en 1995, avec pour mission principale l'ordonnancement et le recouvrement des recettes non fiscales,,.

## Missions et attributions
La DGRAD a pour missions essentielles,,,,, :
- Contrôle préalable : Vérifier la régularité des opérations de constatation et de liquidation des recettes effectuées par les ministères et services publics générateurs.
- Ordonnancement et recouvrement : Percevoir les droits, taxes et redevances au titre des recettes administratives, judiciaires, domaniales et de participations.
- Validation des actes : Apposer des preuves ou références de paiement sur les actes et documents administratifs.
- Poursuites en recouvrement forcé : Engager des actions contre les débiteurs défaillants conformément aux lois en vigueur.

En collaboration avec les autres administrations, la DGRAD élabore et soumet aux autorités compétentes des projets de lois, décrets, arrêtés et autres textes réglementaires dans son domaine de compétence. Elle est également consultée pour toute modification ou révision de la législation relative aux recettes non fiscales.

## Organisation et fonctionnement
La DGRAD est dotée d'une autonomie administrative et financière, bien qu'elle ne possède pas de personnalité juridique propre. Son siège est situé à Kinshasa, sur le boulevard Tshatshi, dans la commune de la Gombe. Depuis 1998, elle est implantée dans toutes les provinces de la RDC, assurant ainsi une couverture nationale pour l'exercice de ses missions,,,,,.

## Performances récentes
Au premier trimestre 2024, la DGRAD a réalisé des recettes de l'ordre de 924,63 milliards de francs congolais, représentant 107,64% des assignations du gouvernement pour cette période,,,,,. Cette performance est répartie comme suit :
- Janvier 2024 : 276,56 milliards de FC (121,88% des prévisions)
- Février 2024 : 216,37 milliards de FC (91,78% des prévisions)
- Mars 2024 : 431,70 milliards de FC (108,92% des prévisions)

Ces résultats témoignent d'une amélioration notable par rapport à l'exercice 2023, où le taux d'exécution des recettes non fiscales au premier trimestre était de 23,61%. Cette progression est attribuée à la digitalisation des procédures et à une meilleure gouvernance au sein de la DGRAD.

## Réformes et perspectives
Dans le cadre de l'amélioration continue de la mobilisation des recettes non fiscales, la DGRAD a entrepris plusieurs réformes,,,,,, notamment :
- Digitalisation des procédures : Mise en place de plateformes numériques pour faciliter le paiement et le suivi des recettes, réduisant ainsi les risques de fraude et améliorant la transparence.
- Renforcement des capacités : Formation du personnel et modernisation des outils de travail pour accroître l'efficacité des opérations.
- Collaboration interinstitutionnelle : Travail en synergie avec d'autres régies financières et services générateurs pour harmoniser les procédures et optimiser la collecte des recettes.

Ces initiatives visent à diversifier les sources de revenus de l'État et à réduire sa dépendance vis-à-vis des recettes fiscales, contribuant ainsi au financement des projets de développement et au renforcement de la souveraineté financière de la RDC.